# Cranae luctuosa
Cranae luctuosa is een rechtvleugelig insect uit de familie veldsprinkhanen (Acrididae). De wetenschappelijke naam van deze soort is voor het eerst geldig gepubliceerd in 1923 door Bolívar.